# Ондар, Хеймер-оол Опанович
Хеймер-оол Опанович Ондар (15 марта 1936 — 2002) — учёный-математик, заслуженный деятель науки Республики Тыва, Отличник народного образования, ректор Кызылского государственного педагогического института (1980—1987), член-корреспондент Российской Академии наук, профессор, первый тувинец — кандидат физико-математических наук, шахматист, кандидат в мастера спорта по шахматам, двукратный чемпион Республики Тыва по шахматам.

## Биография
Родился 15 марта 1936 года в селе Шеми Дзун-Хемчикского района Тувинской Народной Республики. В 1954 году с серебряной медалью окончил Чаданскую школу № 1. Серьезную подготовку по математике он получил, обучаясь в Ленинградском государственном университете им. Жданова (1954—1959 гг.), а позднее — в аспирантуре механико-математического факультета МГУ им. Ломоносова.

## Деятельность
В 1968 году ему присвоена учёная степень «Кандидат физико-математических наук», в 1969 году — учёное звание «Доцент». Опыт организаторский деятельности он приобрел в процессе работы заведующим кафедрой математики (1968—1973) и деканом физико-математического факультета КГПИ (1973—1979). В 1980—1987 гг. — ректор КГПИ. С сентября 1989 года — доцент кафедры математики Дальневосточного института советской торговли (г. Владивосток), с марта 1990 года — директор Тувинского филиала Красноярского аграрного университета, а с июня 1993 по 2002 год — директор Кызылского техникума экономики и права, одновременно директор Тувинского филиала Сибирского университета потребительской кооперации. За большие заслуги, неустанный труд отмечен многими правительственными наградами и почетными званиями. В честь Х. О. Ондара еще при жизни, в 1999 году, была названа Шеминская средняя школа Республики Тыва.

## Спортивные достижения
Он рано научился играть в шахматы. В средних классах стал чемпионом Чаданской средней школы № 1, а потом, еще будучи школьником — чемпионом Дзун-Хемчикского района. В девятом классе принял участие в первенстве среди школьников Тувинской автономной области, где занял второе место.
В Ленинградском госуниверситете им. А.Жданова он занимается в шахматной секции под руководством будущего чемпиона мира по шахматам Бориса Спасского, тогда еще студента-однокашника. В Ленинградском государственном университете выполнил норму первого разряда, входил в состав сборной по шахматам этого вуза. В 1963 и 1964 годах стал чемпионом Тувинской АССР, а в 1971 году стал первым кандидатом в мастера по шахматам из числа игроков коренной национальности  Архивная копия от 8 января 2020 на Wayback Machine.

## Награды и почетные звания
«Отличник народного образования».
«Отличник физической культуры и спорта РТ».
Медаль «За доблестный труд».
Почетная грамота Верховного Совета Тувинской АССР.
Член-корреспондент Российской Академии наук.
Профессор Санкт—Петербургского государственного университета аэрокосмического приборостроения.

## Научные труды
Книга «О теории вероятностей и математической статистике»
Книга «Введение в теорию функций комплексной переменной»
Книга «Структурные свойства множества инвариативных мер Марковских вариативов».
Русско-тувинский словарь математических терминов.